# Stenbitsbäcken
Stenbitsbäcken är en bäck i Timrå kommun och Sundsvalls kommun i Medelpad, som rinner från Stor-Stenbiten via Lill-Stenbiten och Vågsjön och ut i Aspån. Sträckan från Stor-Stenbiten till Aspån är omkring tre kilometer.